# Aceite de silicona
Un aceite de silicona es cualquier siloxano polimerizado líquido con cadenas laterales orgánicas. El miembro más importante es el polidimetilsiloxano. Estos polímeros son de interés comercial debido a su estabilidad térmica relativamente alta y sus propiedades lubricantes.

## Aplicaciones
Los aceites de silicona se utilizan principalmente como lubricantes, aceites de fluidos térmicos o fluidos hidráulicos. Son excelentes aislantes eléctricos y, a diferencia de sus análogos de carbono, no son inflamables. Su estabilidad a la temperatura y buenas características de transferencia de calor los hacen ampliamente utilizados en laboratorios para baños de calentamiento ("baños de aceite") colocados sobre agitadores de placa calefactora, así como en liofilizadores como refrigerantes. El aceite de silicona también se usa comúnmente como fluido de trabajo en amortiguadores, transformadores de tipo húmedo, bombas de difusión y en calentadores de aceite. El uso aeroespacial incluye el circuito de refrigeración externo y los radiadores del módulo de la Estación Espacial Internacional Zvezda, que aísla del calor en el vacío del espacio.
La clase de aceites de silicona conocidos como ciclosiloxanos tienen muchas de las mismas propiedades que otros líquidos de siloxano no cíclicos, pero también tiene una volatilidad relativamente alta, lo que los hacen útiles en varios productos cosméticos como los antitranspirantes.
Algunos aceites de silicona, como la simeticona, son potentes agentes antiespumantes debido a su baja tensión superficial. Se utilizan en aplicaciones industriales como la destilación o la fermentación, donde cantidades excesivas de espuma pueden resultar problemáticas. A veces se agregan a los aceites de cocina para evitar la formación de espuma excesiva durante la fritura. Los aceites de silicona utilizados como lubricantes pueden ser antiespumantes (contaminantes) involuntarios en procesos donde se desea espuma, como en la fabricación de espuma de poliuretano.
El aceite de silicona también es uno de los dos ingredientes principales de Silly Putty, junto con el ácido bórico.

## Usos médicos
Los productos de consumo para controlar la flatulencia a menudo contienen aceite de silicona. Los aceites de silicona se han utilizado como sustituto del líquido vítreo para tratar casos difíciles de desprendimiento de retina, como los complicados con vitreorretinopatía proliferativa, grandes desgarros de retina y traumatismo ocular penetrante. Además, el aceite de silicona se usa en medicina general y cirugía. Debido a las propiedades repelentes al agua, los lubricantes del aceite de silicona, se consideran un material apropiado para el mantenimiento de instrumentos quirúrgicos. También se utilizan en exámenes rectales digitales (DRE).

## Uso automotriz
El aceite de silicona se ha utilizado comúnmente como fluido en los conjuntos de refrigeración de los embragues de automóviles y todavía se utiliza en los embragues con refrigeración electrónica más modernos.